# بارينغتون مور جونيور
بارينغتون مور جونيور (بالإنجليزية: Barrington Moore, Jr.)‏ هو عالم اجتماع وفيلسوف ومؤرخ أمريكي، ولد في 12 مايو 1913 في واشنطن العاصمة في الولايات المتحدة، وتوفي في 16 أكتوبر 2005 في كامبريدج في الولايات المتحدة.